# Barcsai
A Barcsai vagy Barcsay régi magyar családnév, amely a származási helyre utalhat: Nagybarcsa és Kisbarcsa (Románia, korábban Hunyad vármegye).

## Híres Barcsai családok
- Nagybarcsai Barcsay család

## Híres Barcsai nevű személyek
Barcsai
- Barcsai Bálint (1990) filmrendező
- Barcsai Tibor (1914–1985) biológia-földrajz szakos tanár, szakfelügyelő, bölcsészdoktor, iskolaigazgató
- Barcsai Tibor (1937) festőművész, grafikus
- Barcsai Zsigmond (17. század) diák

Barcsay
- Barcsay Ábrahám (1742–1806) testőríró
- Barcsay Ákos (1619–1661) erdélyi fejedelem
- Barcsay Domokos (1848–1913) a főrendiház tagja
- Barcsay István (18. század) jogász
- Barcsay Jenő (1900–1988) festő
- Barcsay Károly (1894–1970) jogász
- Barcsay László (1772 k.–1810) kamarás, műfordító
- Barcsay László (1802–1882) főispán, országgyűlési követ, főrendiházi tag
- Barcsay-Amant Zoltán (1902–1988) muzeológus